# Asociación Española de Servicios Psicológicos y Psicopedagógicos Universitarios (AESPPU)
La AESPPU es una asociación sin ánimo de lucro creada en 2009 para representar a todos los Servicios Psicológicos y Psicopedagógicos Universitarios presentes en las Universidades españolas y para mostrar los resultados de sus actuaciones e investigaciones.
La AESPPU está dirigida a los profesionales que trabajan en servicios de apoyo, orientación y asesoramiento psicológico y/o psicopedagógico en Universidades españolas. Recoge el ideario inicial planteado por los Servicios y abarca los objetivos trabajados durante estos años con el objeto de hacer visible la información relevante a todos los miembros y a aquellos interesados en formar parte de ella. Sus estatutos fueron aprobados en 2009.

## Historia
Los primeros Servicios de Psicología y/o Psicopedagogía fueron creados en las décadas de 1980 y 1990. En un intento de agruparlos se celebró en 1995 el I Encuentro organizado por el Servicio de Atención Psicológica de la Universidad de Málaga. Este Encuentro permitió poner en contacto a los Servicios que en aquel momento estaban empezando a trabajar. Se tardaron 5 años hasta el II Encuentro y de nuevo 6 hasta el III Encuentro (en 2006).
A partir de esta fecha se viene celebrando con una periodicidad anual.
Fue en 2009, en el Encuentro celebrado en Alicante cuando se firmó el acta constitucional de la AESPPU.

## Junta Directiva
El presidente actualmente es: Miguel Ángel Rando Hurtado, reelegido durante el encuentro celebrado en Salamanca en 2025.
Y la junta directiva está compuesta por: Miguel Ángel Rando Hurtado, Domingo Martínez Maciá, Josefina Cano Marín, Alfonso Fernández-Martos Abascal.

## Listado de Encuentros
A continuación se listan los encuentros que ya han tenido lugar:
| I     | Málaga, 1995          |
| II    | Málaga, 2000          |
| III   | Granada, 2006         |
| IV    | Barcelona, 2007       |
| V     | Cádiz, 2008           |
| VI    | Alicante, 2009        |
| VII   | San Sebastián, 2010   |
| VIII  | Málaga, 2011          |
| IX    | Madrid, 2012          |
| X     | Salamanca, 2013       |
| XI    | Valencia, 2014        |
| XII   | Madrid, 2015          |
| XIII  | Madrid, 2016          |
| XIV   | Córdoba, 2017         |
| XV    | Sevilla, 2018         |
| XVI   | Madrid, 2019          |
| XVII  | Cádiz (virtual), 2021 |
| XVIII | Málaga, 2022          |
| XIX   | Murcia, 2023          |
| XX    | Granada, 2024         |
| XXI   | Salamanca, 2025       |